# Ryszard Reynolds
Ryszard Reynolds, ang. Richard Reynolds (ur. 1492, zm. 4 maja 1535 w Tyburn) – angielski zakonnik, męczennik i święty Kościoła katolickiego, ofiara prześladowań katolików w Anglii i Walii okresu reformacji. Towarzyszami męczeństwa wymienianymi razem z Ryszardem Reynoldsem są Jan Houghton, Robert Lawrence i Augustyn Webster.
Ryszard Reynolds z zakonu św. Brygidy wraz z przeorami Robertem Lawrence'em z klasztoru kartuzów z Beauvale i Janem Houghtonem brał udział w misji, powziętej po ogłoszeniu Aktu Supremacji, do wikariusza generalnego Kościoła anglikańskiego Thomasa Cromwella, która miała przynieść złagodzenie treści zobowiązania supremacyjnego. Aresztowani nie poddali się naciskom i odmawiali zmiany stanowiska w sprawie ogłoszonego dokumentu, za co zostali postawieni przed sądem. Proces zakończył się wyrokiem skazującym ich na karę śmierci. Wyrok został wykonany przez poćwiartowanie, a Ryszard Reynolds był ostatnim z zamordowanych. Wszyscy zostali straceni za odmowę uznania króla, Henryka VIII, najwyższym zwierzchnikiem Kościoła. Byli pierwszymi ofiarami uchwalonego przez parlament Aktu Supremacji.
Beatyfikowany przez papieża Leona XIII 9 grudnia 1886 roku, a kanonizowany w grupie Czterdziestu męczenników Anglii i Walii przez Pawła VI 25 października 1970 roku.
Jego wspomnienie liturgiczne obchodzone jest w dzienną rocznicę śmierci, a także w grupie czterdziestu męczenników 25 października.